# Congrès pour la justice dans l'Azawad
Pour les articles homonymes, voir CJA.
Le Congrès pour la justice dans l'Azawad (CJA) est un mouvement politique et militaire touareg formé en 2016 pendant la guerre du Mali.

## Fondation
Le CJA est fondé le 10 octobre 2016, il se revendique comme le mouvement de la tribu touarègue des Kel Ansar. Il affirme vouloir défendre les intérêts et la sécurité de sa communauté présente dans la région de Tombouctou et la région de Taoudénit. Il ne se déclare pas en guerre contre le gouvernement malien et affirme vouloir intégrer le processus de paix. Les membres du CJA cherchent alors à avoir une influence dans l'installation des autorités intérimaires dans le cadre de la mise en place de l'Accord d'Alger.

## Organisation
Le groupe est initialement dirigé par Hama Ag Mahmoud, ancien ministre malien qui avait rallié le MNLA en 2012. Il est remplacé début décembre 2016 par Azarock Ag Inaborchad,. Ce dernier démissionne à son tour le 9 février 2018 et est remplacé par Oumar Sididjè Traoré. Le chef de la branche militaire est le colonel Abass Ag Mohamed Ahmad, déserteur de l'armée malienne, ancien membre du MNLA et du HCUA,. Il fait cependant défection le 31 mars 2018 et réintègre le MNLA,,.

## Affiliation
Le 11 novembre 2017, le CJA fonde avec d'autres groupes la Coordination des mouvements de l’entente (CME),.